# Chrysophyllum scalare
Chrysophyllum scalare – gatunek drzew należących do rodziny sączyńcowatych. Jest gatunkiem występującym w Ameryce Południowej, na terenie Wenezueli i Peru.